# John Alexander Wallace (homme politique)
Pour les articles homonymes, voir John Alexander Wallace et Wallace.
John Alexander Wallace (3 avril 1881-13 octobre 1961) est un homme politique canadien de l'Ontario. Il est député fédéral progressiste de la circonscription ontarienne de Norfolk de 1921 à 1925.

## Biographie
Né à Simcoe en Ontario, Wallace tente sans succès d'être élu député de Norfolk sous la bannière des libéraux de Laurier en 1917.
Élu en 1921 sous la bannière du Parti progressiste du Canada, il ne se représente pas en 1925.
Il tente sans succès un retour en 1945, cette fois sous la bannière de la Fédération du Commonwealth coopératif (Co-operative Commonwealth Federation)